# Ilus aeg
Ilus aeg je název alba estonské zpěvačky Birgit Õigemeel, která se také stala prvním vítězem soutěže Estonský idol (Eesti otsib superstaari). Album bylo vydáno 10. listopadu 2008 nahrávací společností MTM Publishing.

## Seznam písní
- "Vaikselt sajab lund" – 2:21
- "Talve võlumaa" – 2:46
- "Valged jõulud" (& Uku Suvistega) – 3:45
- "Last Christmas" (& Uku Suvistega) – 3:48
- "Snowflakes" (& Uku Suvistega) – 4:06
- "Jõuluaeg" (& Uku Suvistega) – 3:45
- "Jõulukell" – 3:17
- "Have Yourself A Merry Little Christmas" (& Uku Suvistega) – 3:49
- "Angel" – 4:05
- "Jõuluöö" (& Uku Suvistega) – 3:09
- "Püha öö" – 3:52
- "Laps peab sündima" – 3:52